# Dassel (Minnesota)
Dassel és una població dels Estats Units a l'estat de Minnesota. Segons el cens del 2000 tenia 1.233 habitants.

## Demografia
Segons el cens del 2000, Dassel tenia 1.233 habitants, 515 habitatges, i 313 famílies. La densitat de població era de 321,7 habitants per km².
Dels 515 habitatges en un 29,3% hi vivien nens de menys de 18 anys, en un 52% hi vivien parelles casades, en un 5,2% dones solteres, i en un 39,2% no eren unitats familiars. En el 35,3% dels habitatges hi vivien persones soles el 19% de les quals corresponia a persones de 65 anys o més que vivien soles. El nombre mitjà de persones vivint en cada habitatge era de 2,28 i el nombre mitjà de persones que vivien en cada família era de 2,97.
Per edats la població es repartia de la següent manera: un 24% tenia menys de 18 anys, un 7,5% entre 18 i 24, un 27,1% entre 25 i 44, un 19,1% de 45 a 60 i un 22,4% 65 anys o més.
L'edat mediana era de 39 anys. Per cada 100 dones de 18 o més anys hi havia 81,6 homes.
La renda mediana per habitatge era de 37.500 $ i la renda mediana per família de 48.854 $. Els homes tenien una renda mediana de 30.759 $ mentre que les dones 22.121 $. La renda per capita de la població era de 17.476 $. Entorn del 3,7% de les famílies i el 5% de la població estaven per davall del llindar de pobresa.

## Poblacions més properes
El següent diagrama mostra les poblacions més properes.